# La foresta di ghiaccio
La foresta di ghiaccio è un film del 2014 diretto da Claudio Noce.

## Trama
Pietro, un giovane tecnico specializzato, arriva in un piccolo paese alpino sul confine sloveno per riparare un guasto alla centrale elettrica in alta quota per poi trovarsi improvvisamente di fronte a una strana sparizione. Si crea quindi un forte scontro tra il giovane Pietro e due fratelli, Lorenzo e Secondo, i quali lavorano e vivono in quella zona. Una volta che Pietro scopre l'origine dei segreti nascosti nella valle, esplode ogni tensione dando il via a un gioco di specchi deformanti in cui nessuno, nemmeno Lana, l'esperta di orsi, è immune dal sospetto.

## Riconoscimenti
- 2015 - Nastro d'argento
  - Candidatura Migliore fotografia a Michele D'Attanasio
  - Candidatura Miglior attore non protagonista a Adriano Giannini

## Produzione e distribuzione
Il film è stato prodotto da Ascent Film e Rai Cinema e distribuito nelle sale cinematografiche italiane il 13 novembre 2014 da Fandango.